# Jezioro Długie (Skorzewo)
Długie Jezioro (kaszb. Jezoro Dłudżé) – jezioro wytopiskowe na Pojezierzu Kaszubskim w gminie Kościerzyna powiatu kościerskiego (województwo pomorskie). Najbliższą miejscowością jest znajdujące się na zachód od jeziora Skorzewo. W pobliżu zachodniej krawędzi brzegów jeziora przebiega linia kolejowa nr 201 Nowa Wieś Wielka – Gdynia Port. 

## Dane morfometryczne
Powierzchnia zwierciadła wody według różnych źródeł wynosi od 18,5 ha do 19,51 ha.
Zwierciadło wody położone jest na wysokości 168,3 m n.p.m. lub 168,4 m n.p.m. Średnia głębokość jeziora wynosi 3 m, natomiast głębokość maksymalna 10 m.